# Mauro Malavasi
Mauro Malavasi (* 21. März 1957 in Mirandola) ist ein italienischer Sänger, Liedschreiber und Produzent.
Neben seiner eigenen Karriere war Malavasi auch noch an der anderer italienischer Sänger beteiligt, wie etwa an der Andrea Bocellis. Dessen zweites Studioalbum, Bocelli, das Malavasi produzierte, entwickelte sich zu einem großen Erfolg in Europa. Auch das Album Romanza von 1997, das das bis heute erfolgreichste Album Bocellis ist, produzierte unter anderem Malavasi, der auch für dieses Album als Komponist tätig wurde. Malavasi schrieb auch mehrere Lieder für Bocelli, wie etwa Sogno für das gleichnamige Album Bocellis, das 1999 auf den Markt kam.
Mit dem von ihm produzierten Disco-Projekt Macho war er 1978 in den USA erfolgreich.